# J-2X
J-2Xはアメリカのエアロジェット・ロケットダイン (旧: プラット・アンド・ホイットニー・ロケットダイン) が開発した極低温液体燃料ロケットエンジンで、NASAのコンステレーション計画において打ち上げ機として開発されたアレスロケットのエンジンに採用される予定だった。J-2Xは液水/液酸エンジンで、真空中推力 1,307 kN (294,000 lbf)、比推力 (Isp) 448秒 (4.39 km/s)を発揮する。エンジン重量は約2,470 kg(5,450Lb)で、原型となったJ-2よりも重くなっている。
J-2Xは2007年にコンステレーション計画の一環で開発が始まった。アポロ計画で開発されたサターンロケットのS-IIおよびS-IVBに搭載されたJ-2が原型であるが、アレスIの重量増により推力が不足することから新たに設計された。当初はアレスIおよびアレスVの上段エンジンとして採用する予定だったが、コンステレーション計画が中止され、後継のスペース・ローンチ・システム (SLS) が立ち上がると、SLSブロックIIの地球離脱ステージへの採用が検討された。原型となるJ-2よりも高効率かつ簡素な構造とすること、スペースシャトル・メインエンジンより低コストとすることを目標とした。有害なベリリウムの使用を止め、J-2の軸流ターボポンプに代えて遠心ターボポンプを採用したほか、燃焼室やノズルの膨張比を変更し、燃焼室構造もJ-2の管溶接構造から壁面チャネル構造に改められた。さらに電気系は完全に再設計され、ガス発生器と超音速主噴射器はRS-68を基にしたものに改められたほか、現代の接合技術が取り入れられた。

## 試験
2007年7月16日にNASAがプラット・アンド・ホイットニー・ロケットダインに「J-2Xエンジンの設計・開発・試験および評価」を12億ドルで発注すると公式発表し、2007年8月23日にはジョン・C・ステニス宇宙センターにJ-2Xエンジンの高空燃焼試験台の設置が始まった。
単体試験は2007年12月から2008年5月にかけて行われ、J-2エンジンを用いたJ-2Xの予備試験も9回行われた。プラット・アンド・ホイットニー・ロケットダインは2008年9月8日にJ-2Xの第1回ガス発生器単体試験に成功したと発表した。その後、2010年9月21日にガス発生器単体試験の第二ラウンドが完了したことが発表された。
2011年からは、J-2Xの実機型エンジン燃焼試験が始まった。
- 2011年6月-第1回燃焼試験[10]
- 2011年11月:燃焼時間 499.97 秒を達成[11]
- 2012年6月：燃焼時間 1,150秒を達成。出力調整試験も実施された[12]
- 2012年7月：燃焼時間 1,350秒(22.5分)を達成[13]
- 2012年12月：実機型タンクステージを用いた最終燃焼試験を実施[14]
- 2013年2月：試験エンジン10002号機が試験台A2で6つの試験を実施[15]
- 2013年6月：試験エンジン10002号機が試験台A1に移され、追加で7つの試験を実施[16]
- 2013年9月：試験エンジン10002号機の最終燃焼試験[17]
- 2013年11月：試験エンジン10003号機の試験開始[16]

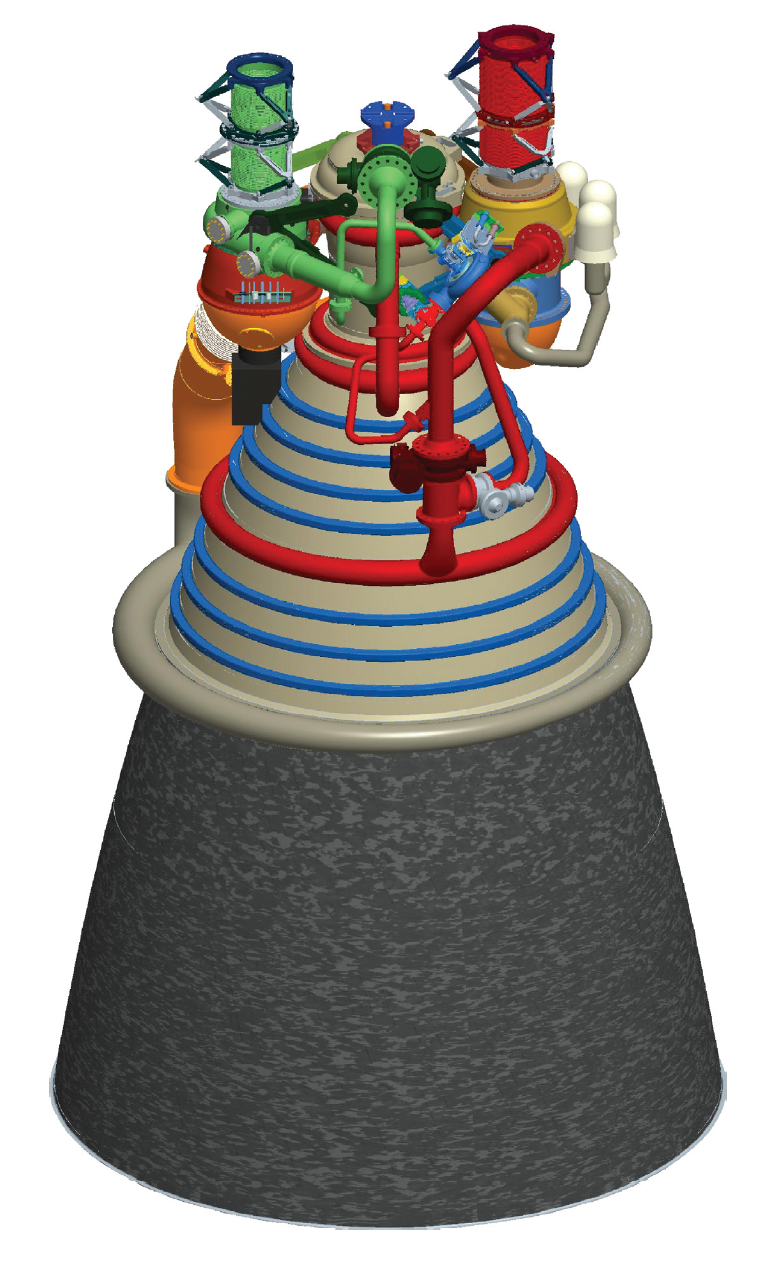
J-2Xの概念図
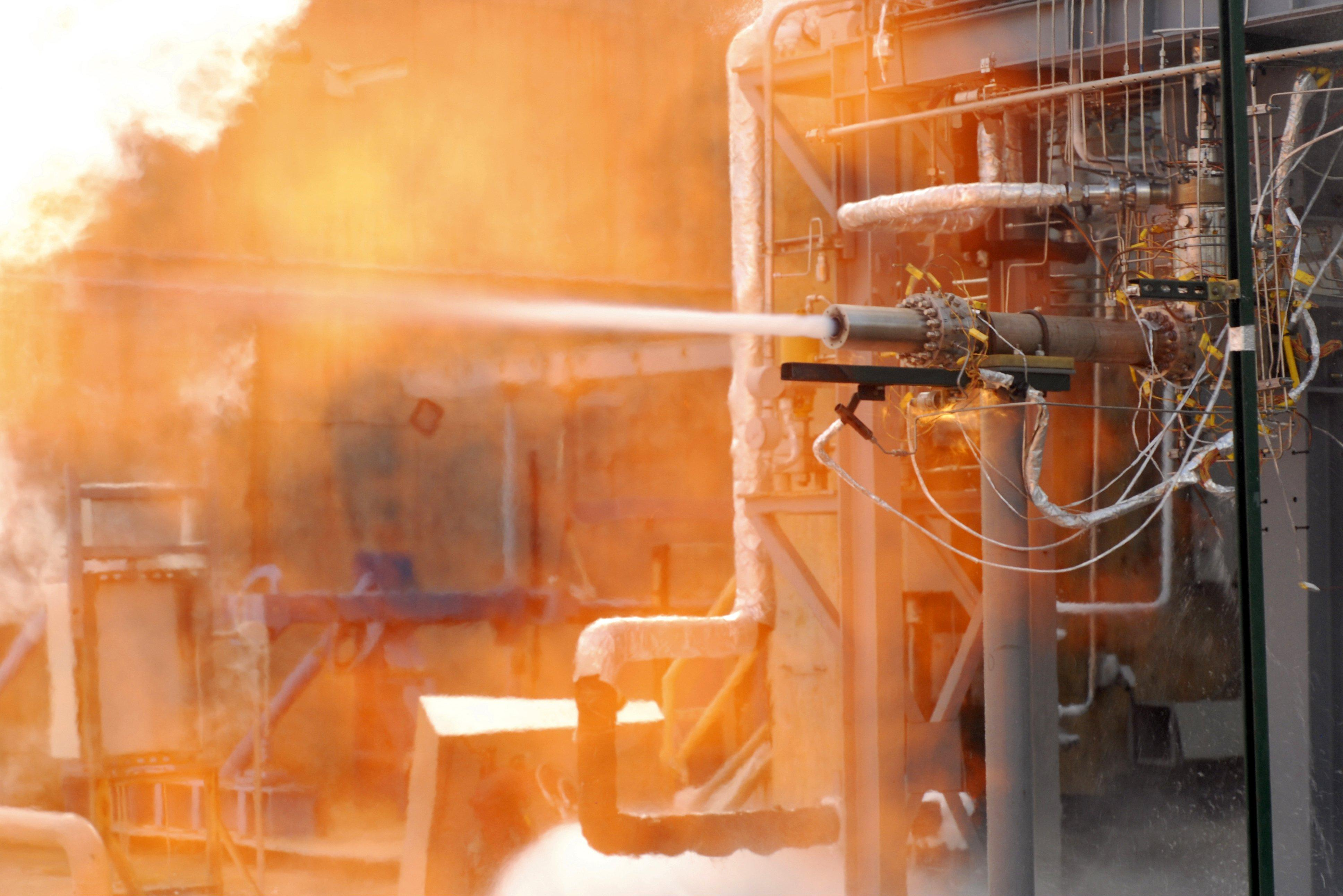
J-2Xのガス発生器単体試験
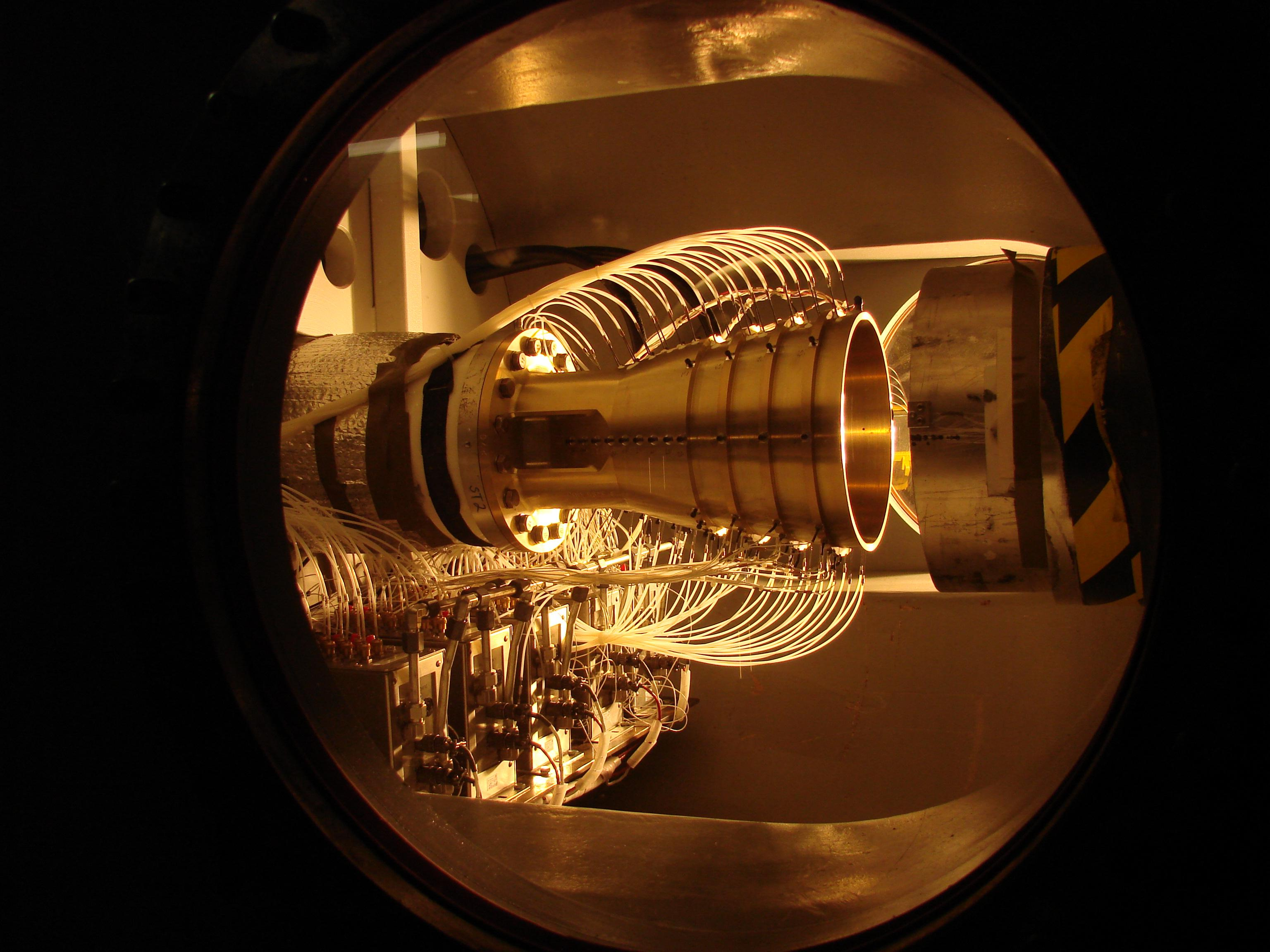
J-2Xのノズル冷却材循環試験
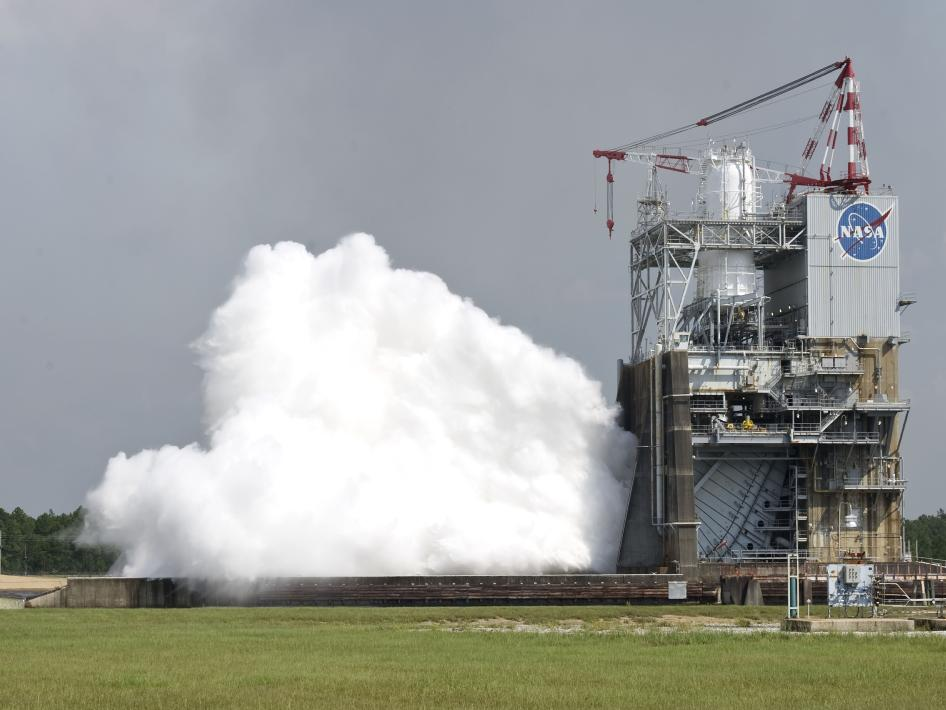
ジョン・C・ステニス宇宙センターでのJ-2Xの試験

## 状況
2013年10月には、資金難のほか火星有人探査に必要なエンジン能力の達成の遅延が予想されること、およびSLSの探査ステージにRL-10を採用することが決定したことにより、2014年の試験をもって開発を中断することが報告された。